# Artinger István
Artinger István (Körmend, 1933 – 2018. szeptember 29.) magyar kohómérnök, tanszékvezető, egyetemi tanár, a műszaki tudományok doktora. 1987–1990 között a Budapesti Műszaki Egyetem Gépészmérnöki Karának dékánja volt
1957-ben végzett kohómérnökként a Leningrádi Állami Műszaki Egyetemen. Utána két évig a Csepel Vas- és Fémműveknél dolgozott. 1959-ben a Budapesti Műszaki Egyetem Mechanikai Technológiai és Anyagszerkezettan Tanszékének munkatársa lett. 1968-ban műszaki doktori címet, majd 1972-ben kandidátusi címet szerzett, 1988-ben a műszaki tudományok doktora lett. Több mint két évtizeden keresztül, 1977-től 1999-ig a Mechanikai Technológia Tanszék vezetője, 1986–1997 között a Mechanikai Technológia és Anyagszerkezettani Intézet igazgatója volt. Vezetése alatt lett fontos szakterület az intézet tevékenységében a hegesztés-automatizálás.
1979-ben egyetemi tanárrá nevezték ki, 2003-as nyugállományba vonulása után professor emeritus. 1987-től 1990-ig egy cikluson keresztül töltötte be a Gépészmérnöki Kar dékáni tisztségét.
Fő kutatási területe az anyagtudomány, az anyagvizsgálat, a hegeszthetőség és a hőkezelés, valamint az erőművi anyagok, a szerszámanyagok, műszaki kerámiák témaköre volt. Emellett foglalkozott a kúszás és a hőfáradás problémájával is. 132 szakcikk és tudományos mű fűződik a nevéhez.
1967-től volt tagja a Gépipari Tudományos Egyesületnek (GTE), ahol az Anyagvizsgáló Szakosztályt vezette hosszú időn keresztül.